# المحل (فرع العدين)

تعديل مصدري - تعديل

المحل محلة تابعة لقرية مقيطعة، التابعة لعزلة العاقبة بمديرية فرع العدين إحدى مديريات محافظة إب في الجمهورية اليمنية، بلغ تعداد سكانها 30 حسب تعداد اليمن لعام 2004.